# A Sue Thomas – FBI epizódjainak listája
Ez a cikk a Sue Thomas – FBI című sorozat epizódjait listázza.

## Évados áttekintés
| Évad | Évad | Epizódok | Eredeti sugárzás  | Eredeti sugárzás | Eredeti adó       | Magyar sugárzás    | Magyar sugárzás   | Magyar adó |
| Évad | Évad | Epizódok | Évadpremier       | Évadfinálé       | Eredeti adó       | Évadpremier        | Évadfinálé        | Magyar adó |
| ---- | ---- | -------- | ----------------- | ---------------- | ----------------- | ------------------ | ----------------- | ---------- |
|      | 1    | 19       | 2002. október 13. | 2003. május 18.  |                   | 2004. november 12. | 2004. december 8. |            |
|      | 2    | 19       | 2003. október 5.  | 2004. május 23.  | 2004. december 9. | 2005. július 11.   |                   |            |
|      | 3    | 19       | 2004. október 3.  | 2005. május 22.  | 2005. július 12.  | 2006. november 11. |                   |            |

## 1. évad (2002-2003)
| Sor. | Év. | Cím                                          | Rendező                         | Író                                         | Premier                               |
| ---- | --- | -------------------------------------------- | ------------------------------- | ------------------------------------------- | ------------------------------------- |
| 1.   | 1.  | Üdv az FBI-nál! (Pilot Part 1)               | Larry A. McLean                 | Dave Alan Johnson & Gary R. Johnson         | 2002. október 13. 2004. november 12.  |
| 2.   | 2.  | Barátok a bajban (Pilot Part 2)              | Larry A. McLean                 | Dave Alan Johnson & Gary R. Johnson         | 2002. október 13. 2004. november 15.  |
| 3.   | 3.  | Bombariadó (Bombs Away)                      | J. Miles Dale & Larry A. McLean | Dave Alan Johnson & Gary R. Johnson         | 2002. október 20. 2004. november 16.  |
| 4.   | 4.  | Bérgyilkosok (Assassins)                     | Stephan Fanfara                 | Mark Lisson                                 | 2002. október 27. 2004. november 17.  |
| 5.   | 5.  | Az informátor (A Snitch in Time)             | David Warry-Smith               | Kim Breyer-Johnson & Dave Alan Johnson      | 2002. november 3. 2004. november 18.  |
| 6.   | 6.  | A bizalom ára (The Signing)                  | Bruce Pittman                   | Dave Alan Johnson & Brad Markowitz          | 2002. november 10. 2004. november 19. |
| 7.   | 7.  | Egy árnyék a múltból (A Blast from the Past) | Stephan Fanfara                 | Lance Kinsey                                | 2002. november 24. 2004. november 22. |
| 8.   | 8.  | Csendes éj (Silent Night)                    | Alan Goluboff                   | Kim Breyer-Johnson & Joan Considine Johnson | 2002. december 15. 2004. november 23. |
| 9.   | 9.  | Kapzsiság (Greed)                            | David Warry-Smith               | Brad Markowitz                              | 2003. január 12. 2004. november 24.   |
| 10.  | 10. | Diplomáciai védettség (Diplomatic Immunity)  | Holly Dale                      | Nickolas Barris                             | 2003. január 19. 2004. november 25.   |
| 11.  | 11. | Bombahajsza (Dirty Bomb)                     | Eleanor Lindo                   | Mark Lisson                                 | 2003. február 2. 2004. november 26.   |
| 12.  | 12. | A rablás (The Heist)                         | Bruce Pittman                   | Kim Breyer-Johnson & Joan Considine Johnson | 2003. február 9. 2004. november 29.   |
| 13.  | 13. | Szigorúan piszkos ügyek (The Leak)           | John Bell                       | Brad Markowitz                              | 2003. február 16. 2004. november 30.  |
| 14.  | 14. | Eltűntnek nyilvánítva (Missing)              | Bruce Pittman                   | Kim Breyer-Johnson & Joan Considine Johnson | 2003. március 16. 2004. december 1.   |
| 15.  | 15. | A tékozló apa (Prodigal Father)              | Larry A. McLean                 | Kim Breyer-Johnson & Joan Considine Johnson | 2003. április 6. 2004. december 2.    |
| 16.  | 16. | Ez aztán a sztori (He Said She Said)         | Holly Dale                      | Gary R. Johnson & Brad Markowitz            | 2003. április 27. 2004. december 3.   |
| 17.  | 17. | A vadász (The Hunter)                        | Eleanor Lindo                   | Dave Alan Johnson & Lance Kinsey            | 2003. május 4. 2004. december 6.      |
| 18.  | 18. | A szökevény (The Fugitive)                   | John Bell                       | Kim Breyer-Johnson & Joan Considine Johnson | 2003. május 11. 2004. december 7.     |
| 19.  | 19. | A bizalmatlanság ára (Billy the Kid)         | Holly Dale                      | Dave Alan Johnson & Lance Kinsey            | 2003. május 18. 2004. december 8.     |

## 2. évad (2003-2004)
| Sor. | Év. | Cím                                                          | Rendező           | Író                                                                             | Premier                              |
| ---- | --- | ------------------------------------------------------------ | ----------------- | ------------------------------------------------------------------------------- | ------------------------------------ |
| 20.  | 1.  | A kis szemtanú (Girl Who Signed Wolf)                        | David Warry-Smith | Joan Considine Johnson & Nickolas Barris                                        | 2003. október 5. 2004. december 9.   |
| 21.  | 2.  | Csali (The Sniper)                                           | Holly Dale        | Dave Alan Johnson & Gary R. Johnson & Steven Dean Moore                         | 2003. október 12. 2004. december 10. |
| 22.  | 3.  | Biztonság mindenek felett (Homeland Security)                | Larry A. McLean   | Nickolas Barris & David Alan Johnson & Gary R. Johnson & Joan Considine Johnson | 2003. november 2. 2004. december 13. |
| 23.  | 4.  | Lezáratlan múlt (Cold Case)                                  | David Warry-Smith | Gary R. Johnson & Lance Kinsey                                                  | 2003. november 9. 2005. június 20.   |
| 24.  | 5.  | Keserű mézeshetek 1. rész (The Newlywed Game Part 1)         | Larry A. McLean   | Dave Alan Johnson & Gary R. Johnson                                             | 2003. november 16. 2005. június 21.  |
| 25.  | 6.  | Keserű mézeshetek 2. rész (Breaking Up Is Hard to Do Part 2) | J. Miles Dale     | Gary R. Johnson                                                                 | 2003. november 23. 2005. június 22.  |
| 26.  | 7.  | Sue csapdát állít (Bad Hair Day)                             | Bruce Pittman     | Nickolas Barris & Joan Considine Johnson                                        | 2004. január 11. 2005. június 23.    |
| 27.  | 8.  | Ördög a részletekben (Political Agenda)                      | Alan Goluboff     | Ken Hanes & Brad Markowitz                                                      | 2004. január 18. 2005. június 24.    |
| 28.  | 9.  | A szerencse forgandó (The Gambler)                           | Brad Markowitz    | Dave Alan Johnson                                                               | 2004. február 8. 2005. június 27.    |
| 29.  | 10. | Hol vagy, kislány? (Into Thin Air)                           | David Warry-Smith | Kim Beyer-Johnson & Ken Hanes & Brad Markowitz                                  | 2004. február 15. 2005. június 28.   |
| 30.  | 11. | A bűn két arca (To Grandmother's House We Go)                | Holly Dale        | Kim Beyer-Johnson & Joan Considine Johnson                                      | 2004. február 22. 2005. június 29.   |
| 31.  | 12. | Kényes helyzet (The Lawyer)                                  | Larry A. McLean   | Nickolas Barris & Dave Alan Johnson                                             | 2004. április 4. 2005. június 30.    |
| 32.  | 13. | A túlélő (The Holocaust Survivor)                            | Dave Alan Johnson | Joan Considine Johnson                                                          | 2004. április 11. 2005. július 1.    |
| 33.  | 14. | Rázós helyzet (The Mentor)                                   | Larry A. McLean   | Nickolas Barris & Dave Alan Johnson                                             | 2004. április 18. 2005. július 4.    |
| 34.  | 15. | A fegyvercsempész (Rocket Man)                               | Holly Dale        | Kim Beyer-Johnson & Brad Markowitz                                              | 2004. április 25. 2005. július 5.    |
| 35.  | 16. | Elvis él (Elvis Is in the Building)                          | Bruce Pittman     | Gary R. Johnson & Joan Considine Johnson & James Keenly                         | 2004. május 2. 2005. július 6.       |
| 36.  | 17. | Rajtaütés (Hit and Run)                                      | David Warry-Smith | Kim Beyer-Johnson & Joan Considine Johnson                                      | 2004. május 9. 2005. július 7.       |
| 37.  | 18. | Bizonyíték kerestetik (Concrete Evidence)                    | J. Miles Dale     | Steven Dean Moore                                                               | 2004. május 16. 2005. július 8.      |
| 38.  | 19. | Egy csók és más semmi (The Kiss)                             | Larry A. McLean   | Ken Hanes                                                                       | 2004. május 23. 2005. július 11.     |

## 3. évad (2004-2005)
| Sor. | Év. | Cím                                                              | Rendező           | Író                                                                            | Premier                                |
| ---- | --- | ---------------------------------------------------------------- | ----------------- | ------------------------------------------------------------------------------ | -------------------------------------- |
| 39.  | 1.  | Dadusok (Adventures in Babysitting)                              | Holly Dale        | Dave Alan Johnson & Gary R. Johnson                                            | 2004. október 3. 2005. július 12.      |
| 40.  | 2.  | Hatalomátvétel (The Body Shop)                                   | Bruce Pittman     | Stephen Beck & Brad Markowitz                                                  | 2004. október 10. 2005. július 13.     |
| 41.  | 3.  | Égető probléma (Skin Deep)                                       | Stephan Fanfara   | Dave Alan Johnson & Gary R. Johnson & Joan Considine Johnson & Kathleen Taylor | 2004. október 17. 2005. július 14.     |
| 42.  | 4.  | Gyengéd maffiózók (The New Mafia)                                | Larry A. McLean   | Brian Bird & Bob Hamer                                                         | 2004. október 31. 2005. július 15.     |
| 43.  | 5.  | Tanulj, tinó! (The Actor Part 1)                                 | J. Miles Dale     | Gary R. Johnson & Joan Considine Johnson                                       | 2004. november 7. 2005. július 21.     |
| 44.  | 6.  | Földön, vízen, levegőben (Planes, Trains and Automobiles Part 2) | David Warry-Smith | Nickolas Barris & Dave Alan Johnson & Joan Considine Johnson                   | 2004. november 14. 2005. július 22.    |
| 45.  | 7.  | A selyemsálas gyilkos (Simon Says)                               | Larry A. McLean   | Kim Beyer-Johnson & Brad Markowitz                                             | 2004. november 21. 2006. augusztus 22. |
| 46.  | 8.  | Néma terror (Did She or Didn't She?)                             | David Warry-Smith | Dave Alan Johnson & Gary R. Johnson                                            | 2004. november 28. 2006. augusztus 23. |
| 47.  | 9.  | Beavatás (Fraternity)                                            | Holly Dale        | Nickolas Barris & Joan Considine Johnson                                       | 2005. január 30. 2006. augusztus 24.   |
| 48.  | 10. | Titkos ügynök 1. rész (Secret Agent Man Part 1)                  | Dave Alan Johnson | Dave Alan Johnson & Gary R. Johnson                                            | 2005. február 13. 2006. augusztus 25.  |
| 49.  | 11. | Titkos ügynök 2. rész (Spy Games Part 2)                         | Dave Alan Johnson | Stephen Beck & Joan Considine Johnson                                          | 2005. február 20. 2006. augusztus 28.  |
| 50.  | 12. | Merénylet (Boy Meets World)                                      | Holly Dale        | Nickolas Barris & Brad Markowitz                                               | 2005. március 6. 2006. augusztus 29.   |
| 51.  | 13. | Behálózva (False Profit)                                         | Larry A. McLean   | Kim Beyer-Johnson & Joan Considine Johnson                                     | 2005. március 13. 2006. augusztus 30.  |
| 52.  | 14. | Legyen Ön is milliomos! (Who Wants to Be a Millionaire)          | Stephan Fanfara   | Stephen Beck & Gary R. Johnson                                                 | 2005. április 3. 2006. augusztus 31.   |
| 53.  | 15. | A fejvadász (The Bounty Hunter)                                  | Larry A. McLean   | Ken Hanes & Lance Kinsey                                                       | 2005. április 17. 2006. október 14.    |
| 54.  | 16. | Troy Story (Troy Story)                                          | Holly Dale        | Joan Considine Johnson                                                         | 2005. május 1. 2006. október 21.       |
| 55.  | 17. | Veszélyes emlékek (Mind Games)                                   | Larry A. McLean   | Nickolas Barris & Kim Beyer-Johnson                                            | 2005. május 8. 2006. október 28.       |
| 56.  | 18. | Rossz lányok (Bad Girls)                                         | Ken Hanes         | Gary R. Johnson                                                                | 2005. május 15. 2006. november 4.      |
| 57.  | 19. | New York, New York (Endings and Beginnings)                      | Dave Alan Johnson | Dave Alan Johnson                                                              | 2005. május 22. 2006. november 11.     |